# Gustavo Naveira
Gustavo Naveira är tangodansare och ses som den främste arkitekten bakom den analytiska undervisningsstil som kallas tango nuevo.